# AV idol
W treści tego artykułu od 2025-07 występują prawdopodobnie wyrażenia zwodnicze, co nie jest zgodne z zasadami przyjętymi w Wikipedii.
Dokładniejsze informacje o tym, co należy poprawić, być może znajdują się w dyskusji tego artykułu.
 Po wyeliminowaniu niedoskonałości należy usunąć szablon {{Dopracować}} z tego artykułu.
AV idol (jap. AVアイドル Ēbui aidoru) skrót od adult video idol (pol. dosł. idol filmów dla dorosłych) – określenie aktorek pornograficznych w Japonii, które osiągnęły pewną renomę w świecie filmów dla dorosłych. Jest to także podkategoria popkultury idoli w japońskim przemyśle rozrywkowym. Idole AV pracują w branży pornograficznej, często zarówno jako aktorzy, jak i modele, ponieważ występy w filmach są bardzo zróżnicowane, od sugestywnych obrazów softcore, w których nie są pokazywane żadne wyraźne akty seksualne po hardcorową pornografię.

## Aktorka AV
Aktorka AV (jap. AV女優 Ēbui joyū) – określenie aktorki występującej w filmach pornograficznych w Japonii. Branża ta jest znana z częstych rotacji, od początku istnienia przemysłu AV we wczesnych latach 80., setki aktorek AV debiutowało każdego roku, ze średnią długością kariery około roku, pojawiając się w tym czasie w pięciu lub dziesięciu filmach. Niewiele znanych aktorek AV cieszy się karierą trwającą dłużej niż dekadę bądź ma szerokie uznanie opinii publicznej lub wywiera znaczący wpływ na branżę w inny sposób. Ze względu na charakter pracy, aktorki filmów dla dorosłych używają zazwyczaj nazw scenicznych, istnieje bardzo niewiele przypadków, w których występują pod swoimi prawdziwymi nazwiskami. Innymi słowy, większość z nich występuje używając pseudonimu innego niż ich prawdziwe nazwisko. W wielu przypadkach data i miejsce urodzenia są również fikcyjne.

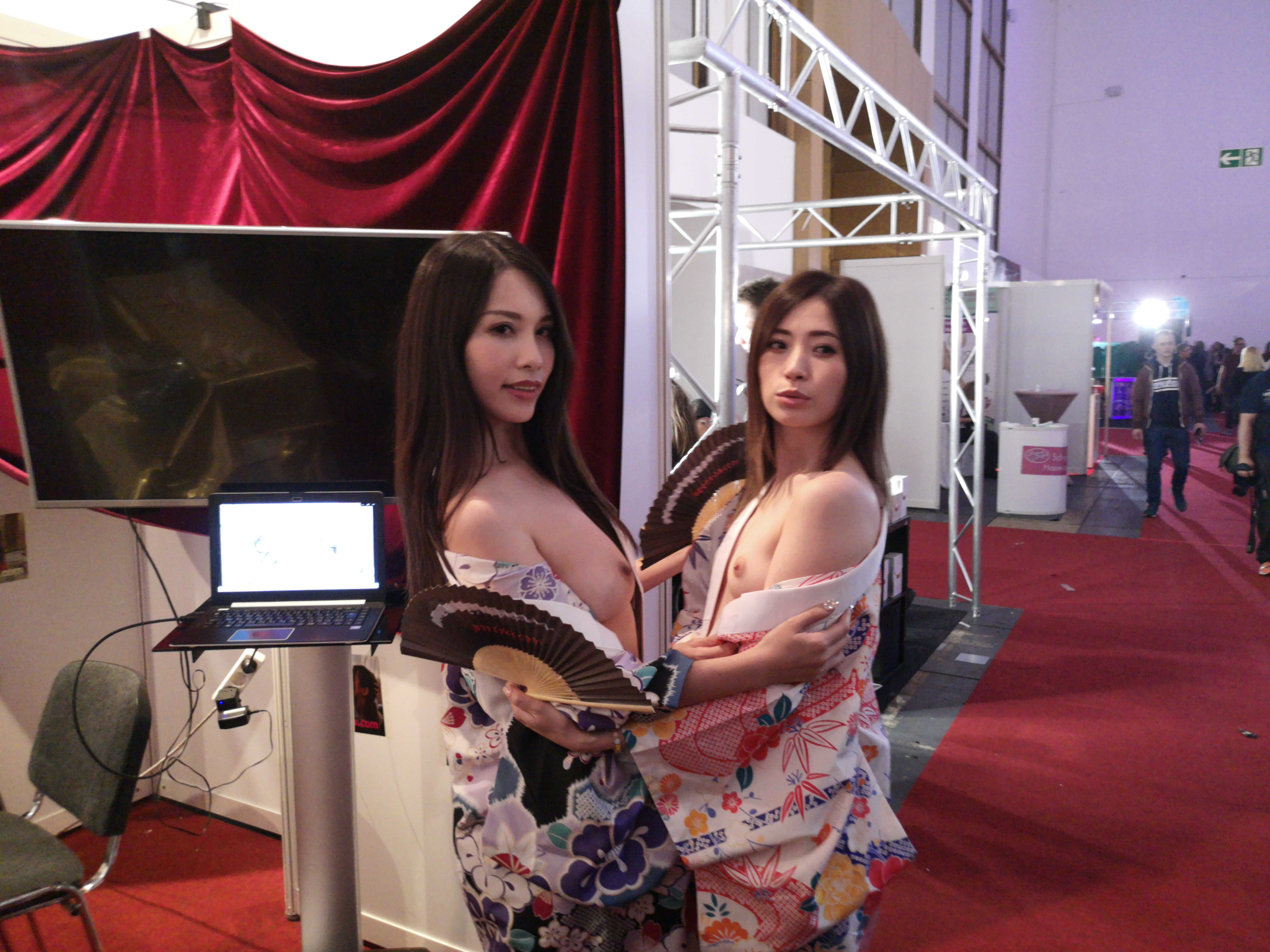
Aktorki AV Mina Asahi wspólnie z Kyōko Makise podczas targów przemysłu pornograficznego

Kilka lat temu publiczne postrzeganie aktorek AV było bardzo surowe, a aktorki musiały pracować w tajemnicy. W rezultacie nie wchodziły one w interakcje z fanami i zadowalały się jedynie występowaniem w produkcjach. Ostatnio jednak aktorki filmów dla dorosłych stają się coraz bardziej ubóstwiane, a wydarzenia odbywają się częściej.
Wydarzenia takie jak uściski dłoni, sesje zdjęciowe i wywiady są szczególnie powszechne w przypadku samodzielnych aktorek, a wydarzenia towarzyszące nowym wydaniom odbywają się co miesiąc w ramach działań promocyjnych producenta. Miejsca te są również organizowane na dużą skalę, na przykład wynajmując róg w wypożyczalni wideo, i są odwiedzane przez setki fanów.
Fani zaczęli postrzegać aktorki AV jako prawdziwych ludzi, z którymi mogą wchodzić w interakcje, a nie nierealne byty, które istnieją tylko w filmach.

## Idolki AV vs. zwykłe idolki

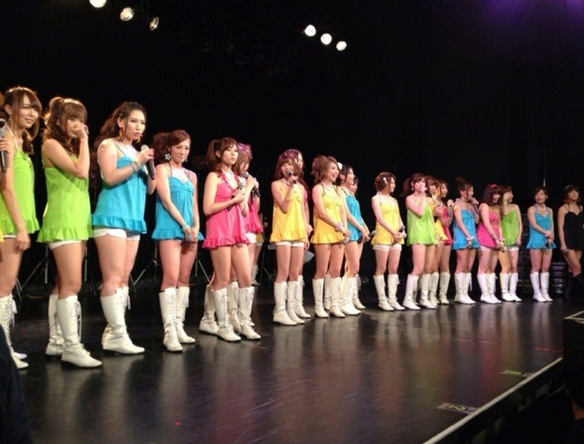
Grupa idolek Ebisu Muscats stworzona z aktorek AV

Aktorki AV wydają płyty cd już od jakiegoś czasu, ale ostatnio więcej mówi się o jednostkach idoli. Kiedy aktorki AV nazywane są idolami, często pojawiają się następujące komentarze:
- W końcu wykorzystali boom na idoli.
- Branża po prostu ich do tego zmusza.
- Prawdopodobnie i tak jest to występ na poziomie szkolnym itd.[2].

Jednak kiedy zobaczy się ich występ na żywo, trzeba przyznać, jak błędna jest ta krytyka.
To prawda, że zwykli idole są profesjonalistami w branży idoli, a ich głównym zajęciem są lekcje tańca i śpiewu, więc są na wyższym poziomie jako idole.
Jednak idolki AV są nie mniej imponujące. Po pierwsze, większość kobiet, które mogą zostać idolkami AV, to aktorki, które należą do elity aktorek AV. Wiele idolek AV ma wygląd i styl, z którym nawet zwykłe idolki nie mogą się równać.

## Przemysł AV w Japonii

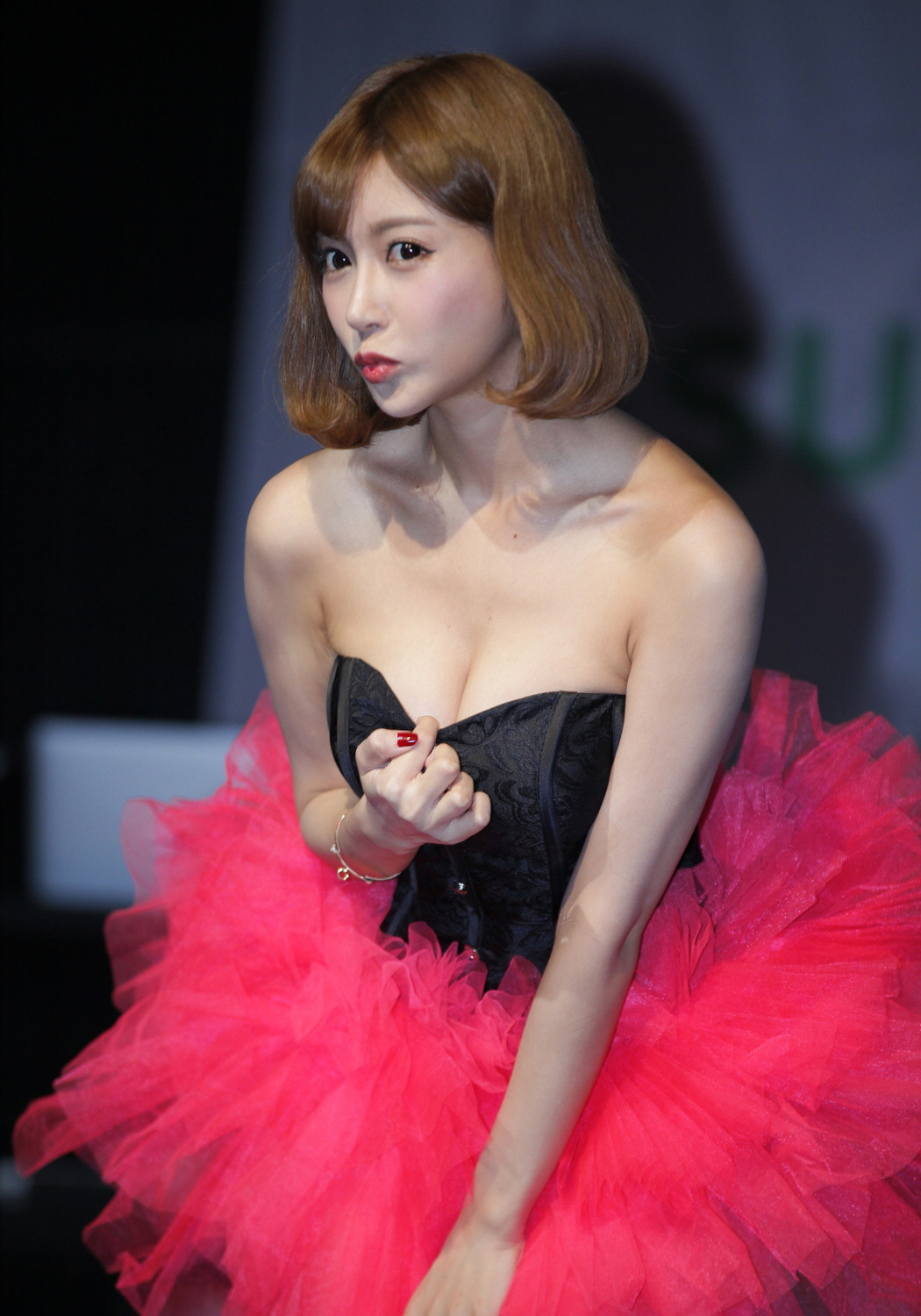
Aktorka AV Kirara Asuka na spotkaniu z fanami

Granice między rozrywką „dla dorosłych” a „rodzinną” w Japonii nie są tak widoczne, jak w innych krajach. A więc np. gwiazda, która występuje w telewizji, może następnie pojawić się w filmach dla dorosłych. Nierzadko zdarza się też, że popularna aktorka AV staje się gwiazdą telewizji.

## Rekrutacja
Aktorki AV są zwykle rekrutowane przez tzw. skautów w dzielnicach Tokio, takich jak Roppongi, Shinjuku czy Shibuya. Owi skauci są związani z agencjami talentów, które następnie wynajmują aktorki do firm produkujących filmy AV. Niektóre kobiety chcące wystąpić w AV zgłaszają się do firm produkcyjnych, ale zazwyczaj są kierowane do agencji talentów.

## Wymagania dla aktorek filmów dla dorosłych
Od aktorek AV często oczekuje się występów przed kamerą, ale w przeciwieństwie do aktorów filmowych czy teatralnych nie wymaga się od nich specjalnego treningu aktorskiego. Ważne jest jednak, aby wiedzieć, jak wykonywać czynności seksualne, co jest ważnym czynnikiem dla oceny jakości ich pracy. Na przykład Kaoru Kuroki, która zyskała popularność około 1985 roku, w wywiadzie dla magazynu Weekly Asahi Geinō powiedziała „to, co robię przed kamerą, nie jest dla mnie seksem, ale przedstawieniem” dodając, że „jest to ekspresja seksualna, a nie aktorstwo”. Gwieździe AV Kaoru Kuroki przypisuje się podniesienie statusu idoli AV w oczach opinii publicznej. Eseistka Rosemary Iwamura wspominając o Kuroki, powiedziała, że „nie wydawała się robić filmów z powodu braku opcji, ale raczej świadomego wyboru”.

## Debiut i przebieg kariery

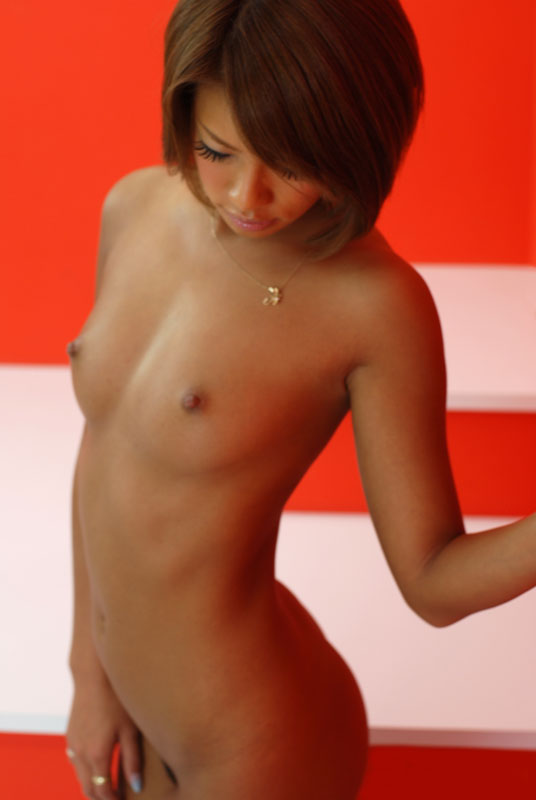
Japońska aktorka AV Rumika pozująca nago

Zazwyczaj widzowie śledzą karierę swojej ulubionej aktorki poprzez kilka występów. W swoim debiucie AV aktorka jest przedstawiona jako „nowa twarz”, a jej brak doświadczenia jest omawiany w wywiadzie poprzedzającym sceny seksu. Po debiutanckim filmie wielbiciele artystki śledzą podróż aktorki przez seksualne przebudzenie, a po mniej więcej pięciu filmach jej ewentualną specjalizację jak np. BDSM. Kiedy aktorka ma już ugruntowaną pozycję jako dojrzała gwiazda AV, może kontynuować działalność w niektórych bardziej ekscentrycznych gatunkach bądź przejść na emeryturę lub, czasami, pojawiać się ponownie pod nowym nazwiskiem jako „nowa twarz”.
Niektóre idolki AV zdobyły znaczną popularność poza Japonią, co spowodowało, że niektóre z ich treści są opatrzone napisami w innych językach.
Do 2000 roku zdarzały się przypadki dyskryminacji zawodowej i publicznego poczucia winy, co oznaczało, że niektóre aktorki były odtrącane przez swoich krewnych, ale według byłej aktorki, a obecnie pisarki Ayo Takanashi, w 2022 roku wiele aktorek zostaje oficjalnie uznanych przez swoich rodziców, a jest to wynik tego, że aktorki mają dłuższą aktywną karierę niż w przeszłości, co składa się w większości przypadków na wiele innych czynników. Oczywiście jest to sprawa indywidualna i choć zdarzają się przypadki takie jak kiedyś, to pisarka wyjaśnia, że w przypadku aktorek, które mają za sobą długą karierę, jest to niemal w 100% aprobowane przez rodziców. Opisuje też, że „utrata wszystkich przyjaciół w debiucie” to już przeszłość. Od 2020 roku można zaobserwować, że coraz więcej kobiet zaczęło wspierać aktorki AV ze względu na rozwój portali społecznościowych i innych podobnych serwisów.

## Główne rodzaje ról w przemyśle AV
Słynny reżyser AV „Tarzan” Yagi twierdzi, że odnoszącą sukcesy aktorkę AV powinno się łatwo zidentyfikować poprzez odgrywaną rolę, dodając, że „powinna być rozpoznawalna na pierwszy rzut oka, co ułatwia widzom rozpoznanie typu, który preferuje”.
Niektóre z głównych kategorii odgrywanych ról AV to:
Aktorki przebrane za uczennice
- Uczennica (jap. 女子高生 Joshikōsei)

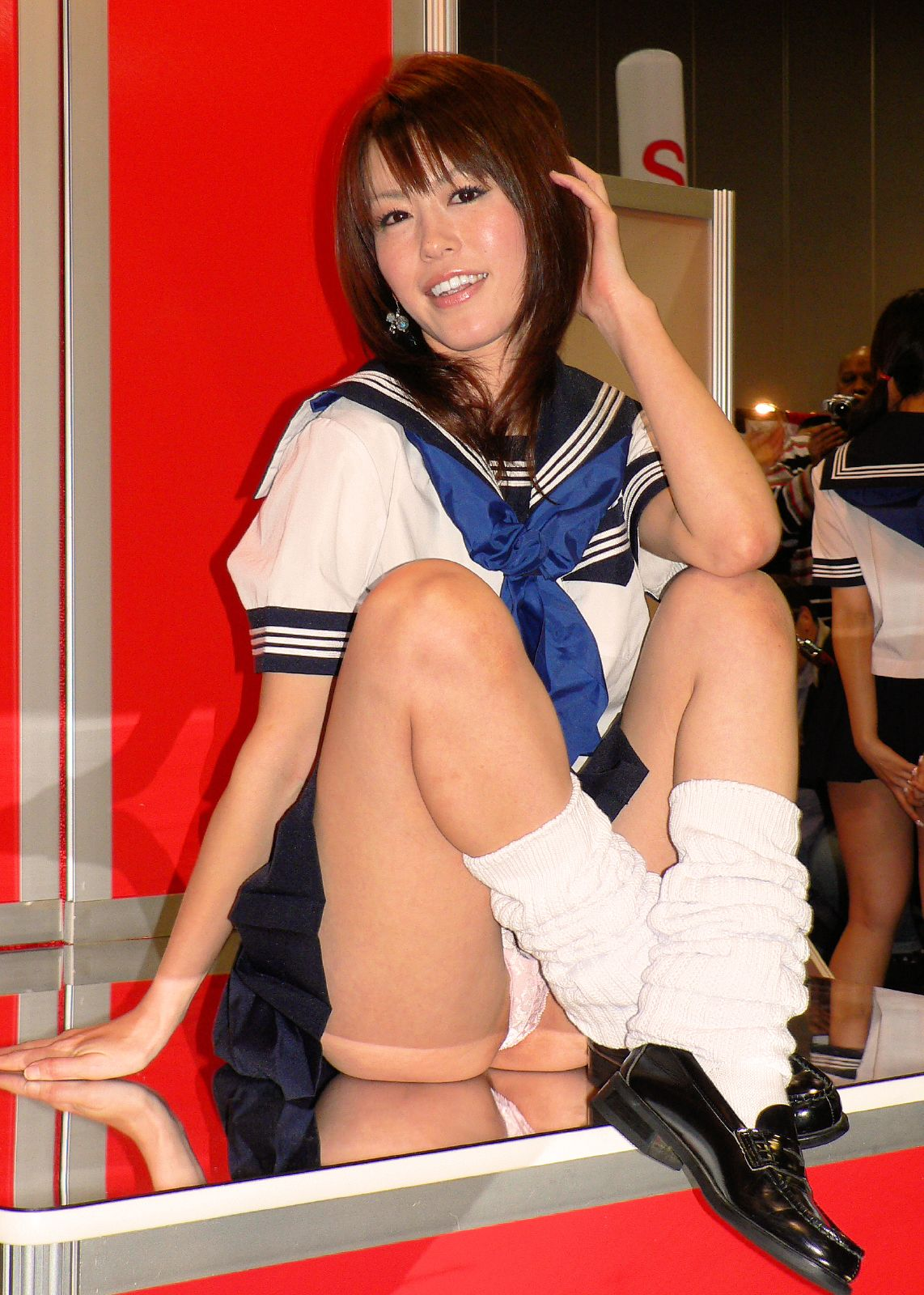
Aktorka AV Ai Himeno w japońskim mundurku szkolnym

Najbardziej dominujący typ japońskiej pornografii skupia się na stereotypie słodkiej („kawaii”) i niewinnie wyglądającej, ale chętnej do seksu uczennicy liceum w szkolnym mundurku. Aktorki AV tego typu są niezliczone i ciągle się zmieniają, choć większość z nich ma 18 lat lub nieco więcej. Trend uczennicy jest odzwierciedleniem biznesu JK (koncentruje się on na płatnych randkach z nieletnimi dziewczynami), który jest popularny wśród starszych mężczyzn.
Aktorki z dużym biustem
- Cycata (jap. 爆乳 Bakunyū)

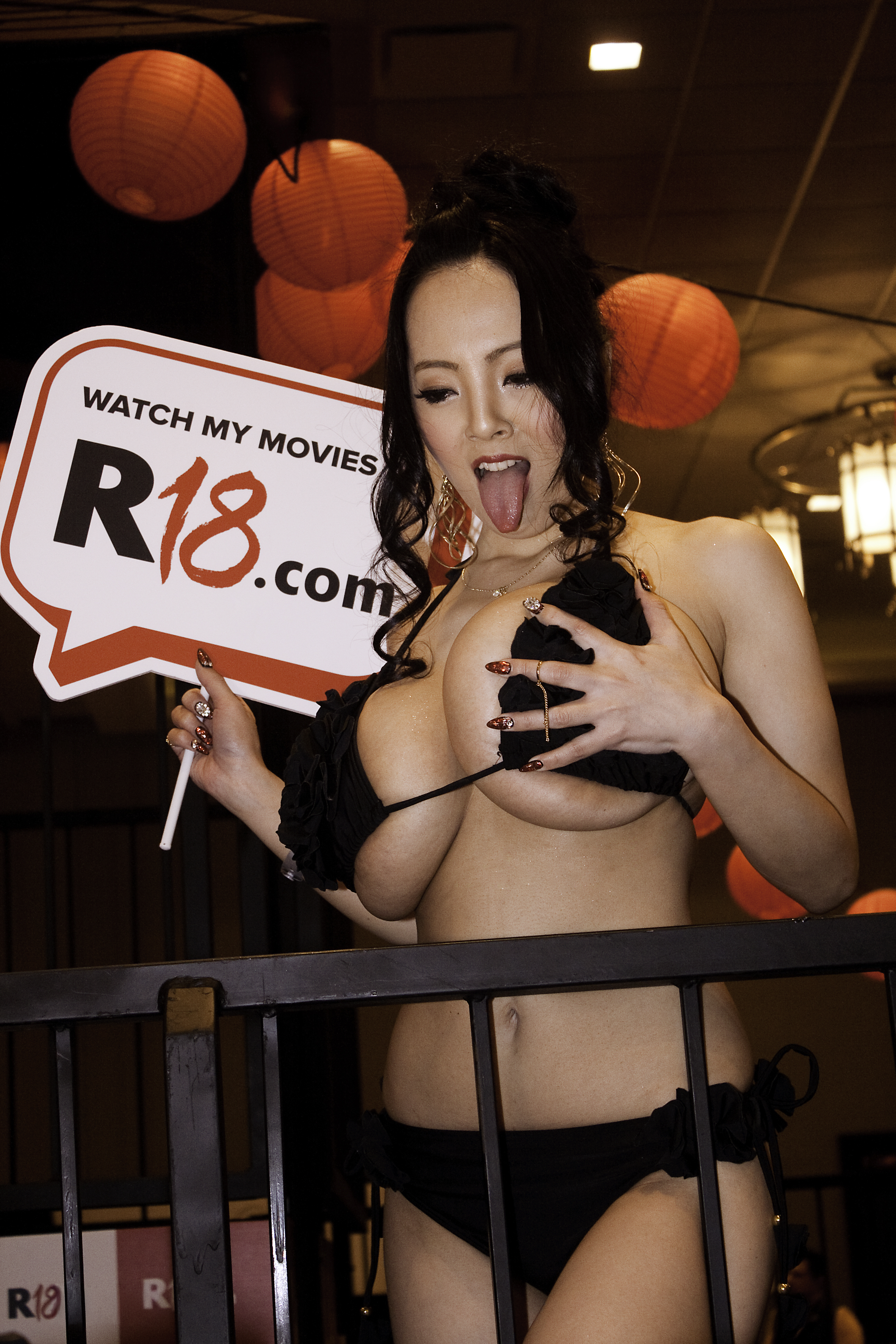
Aktorka AV Hitomi Tanaka podczas AEE Expo 2016

Podczas gdy kilka wczesnych aktorek AV, takich jak Kyoko Nakamura i Eri Kikuchi, zyskało popularność głównie dzięki dużym piersiom, Noriyuki Adachi uznaje debiut Kimiko Matsuzaki w 1989 roku za moment, w którym rozpoczął się „boom na wielkie cycki” (jap. 巨乳ブーム Kyonyū būmu).
Dojrzałe aktorki
- Dojrzała (jap. 熟女 Jukujo)

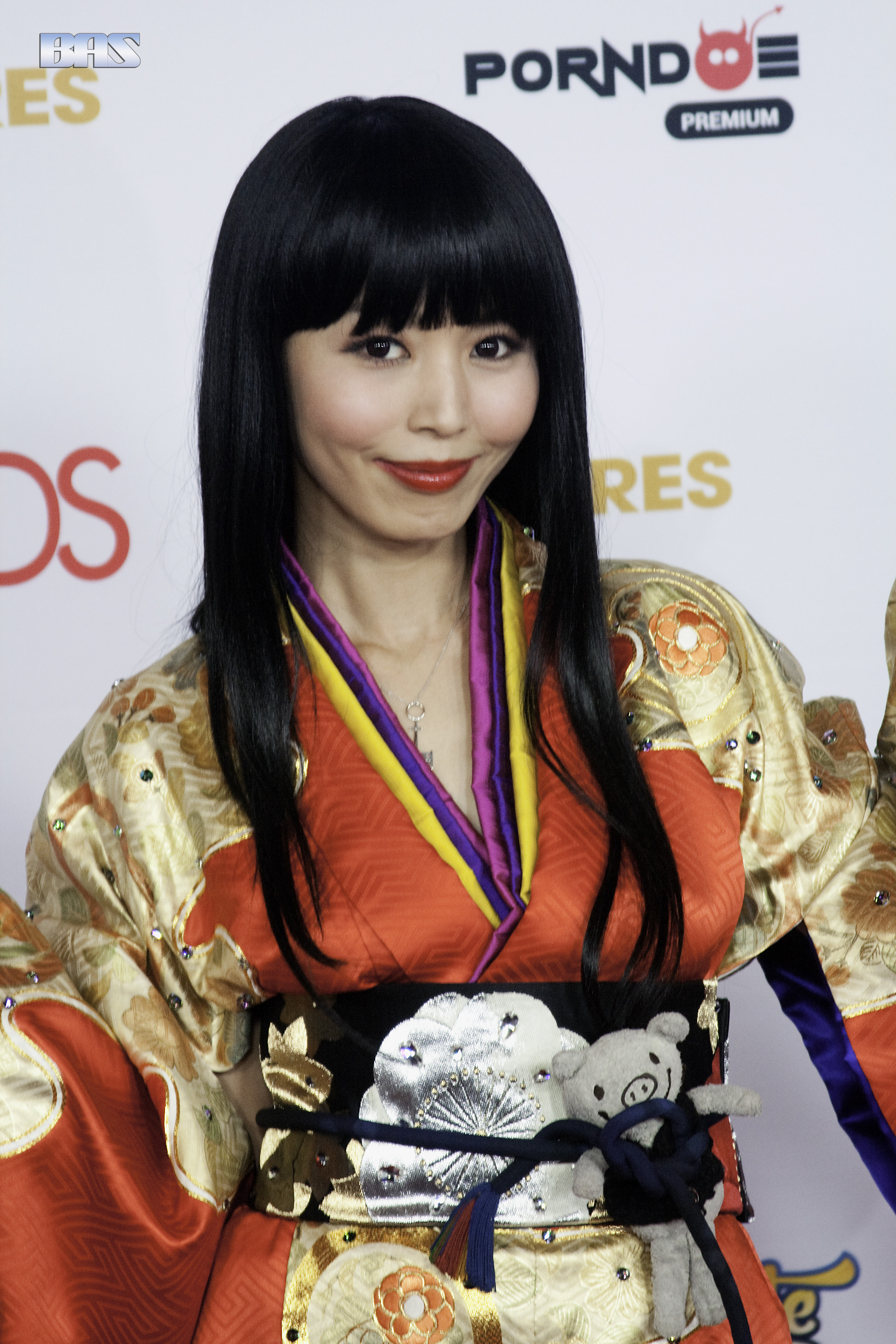
Aktorka AV Marica Hase na gali AVN Awards 2016

Zdecydowana większość aktorek AV debiutuje jako nastolatki, ale w połowie lat 90. pojawił się zauważalny trend w kierunku tytułów z udziałem „dojrzałych kobiet”. Podczas gdy główny nurt jest nadal zdominowany przez młode kobiety, to poszerzenie gustów utorowało drogę „dojrzałym” kobietom, a wiele aktorek zadebiutowało w filmach dla dorosłych po trzydziestce, w tym Aki Tomosaki w 2000 roku, Asuka Yūki w 2005 roku czy Maki Tomoda w 2006 roku, które stały się popularne dzięki swoim kazirodczym rolom. Ponadto niektóre aktorki o szczególnie długiej karierze, takie jak Miura Aika, z czasem zmieniły swoje postacie, na przykład grając dorosłe kobiety o bardziej złożonej seksualności niż w momencie debiutu. W 2011 roku międzynarodowa aktorka Yōko Shimada, która mi.i. grała jedną z głównych ról w popularnym serialu „Szogun”, zszokowała swoich dawnych fanów, odgrywając główną rolę w dwóch filmach AV „Secret Affair”, znanym również jako „Yōko Shimada – Assignation” (TEK-032) i „The Faithless Love” (TEK-034). Trzeba także wspomnieć o studiu Madonna, które koncentruje się na filmach dla dorosłych z udziałem dojrzałych kobiet.

## Ekspansja aktorek AV w Azji
W listopadzie 2013 roku z inicjatywy Ministerstwa Gospodarki, Handlu i Przemysłu utworzono organizację Cool Japan, mającą na celu promowanie japońskiej kultury za granicą, w tym mangi, japońskiej żywności i mody, jednak istnieje branża, która z łatwością podbija zagraniczne rynki bez żadnej pomocy ze strony japońskiego rządu, a jest nią japońska pornografia.

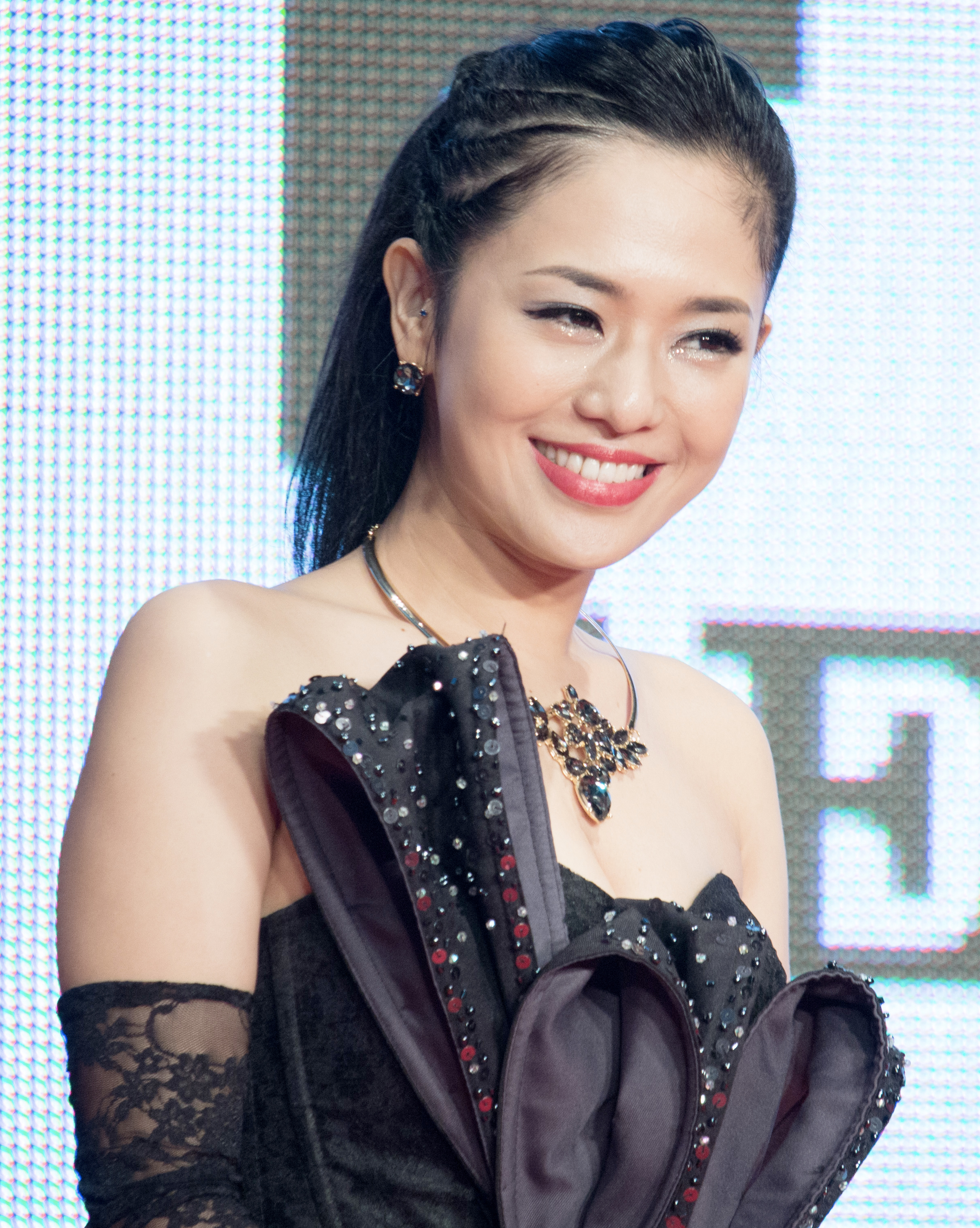
Popularna idolka AV Sola Aoi

Jeśli chodzi o słowa związane z pornografią wyszukiwane w krajach Azji Wschodniej i Południowo-Wschodniej, przytłaczająca większość ludzi wyszukuje słowa kluczowe związane z Japonią, a poza Japonią, Chinami i Koreą Południową, to prawie wyłącznie ludzie z ich własnego kraju szukają pornografii w tych krajach, i w tym sensie Azjaci ze Wschodu i Południowego Wschodu mają przytłaczający japoński fetysz.
Powodem, dla którego mieszkańców Azji Wschodniej i Azji Południowo-Wschodniej fascynuje japońskiego porno, jest to, że japoński przemysł pornograficzny jest ogromny i wpływowy, a gatunki takie jak „hentai” i „anime”, które są popularne na całym świecie, pochodzą z Japonii. Innym powodem jest to, że pornografia nie jest (legalnie) produkowana w Chinach, głównej regionalnej potędze.
Tajwańskie media NOWnews Today donosiły, że

„Japonia posiada piękny tytuł Imperium Porno, z szeroką gamą świeżych materiałów, dużą liczbą aktorek i wieloma popularnymi aktorkami na całym świecie”.

Ponieważ Japonia jest zaawansowanym krajem w branży seksualnej, a japońskie gwiazdy filmów dla dorosłych i produkcje są popularne w wielu krajach azjatyckich, japońskie treści dla dorosłych przyciągają uwagę jako strategia narodowa. Japoński pisarz Akira Tachibana wspomina, że podczas gdy istnieją kraje z dobrze rozwiniętym przemysłem prostytucji, Japonia jest jedynym krajem, w którym wizualna pornografia rozwinęła się samodzielnie, a wykonawcy pojawiają się również w mediach głównego nurtu. W badaniu World Values Survey Japonia znalazła się obok Szwecji jako kraj o najwyższych wartościach świeckich, a w regionie azjatyckim zawód gwiazdy porno istnieje tylko w Japonii i nie ma przeciwników.